# Xenoschesis nitida
Xenoschesis nitida är en stekelart som beskrevs av Walley 1935. Xenoschesis nitida ingår i släktet Xenoschesis och familjen brokparasitsteklar. Inga underarter finns listade i Catalogue of Life.